# Comori
Comori – wieś w Rumunii, w okręgu Marusza, w gminie Gurghiu. W 2011 roku liczyła 208 mieszkańców.